# Kleingewässer bei Leisterförde (LWL)
Kleingewässer bei Leisterförde (LWL) este o arie protejată (arie specială de conservare — SAC, sit de importanță comunitară — SCI) din Germania întinsă pe o suprafață de 153 ha, integral pe uscat.

## Localizare
Centrul sitului Kleingewässer bei Leisterförde (LWL) este situat la coordonatele 53°28′42″N 10°44′38″E / 53.4783°N 10.7439°E.

## Înființare
Situl Kleingewässer bei Leisterförde (LWL) a fost declarat sit de importanță comunitară în aprilie 2004 pentru a proteja 3 specii de animale. Situl a fost protejat și ca arie specială de conservare în august 2016.

## Biodiversitate
Situată în ecoregiunea continentală, aria protejată conține 2 habitate naturale: Liziere de ierburi înalte hidrofile de câmpie și de nivel montan până la alpin, Mlaștini împădurite.
La baza desemnării sitului se află mai multe specii protejate:
- amfibieni (2): buhai de baltă cu burta roșie (Bombina bombina), triton cu creastă (Triturus cristatus)
- pești (1): cicar (Lampetra planeri)